# Conglomerat

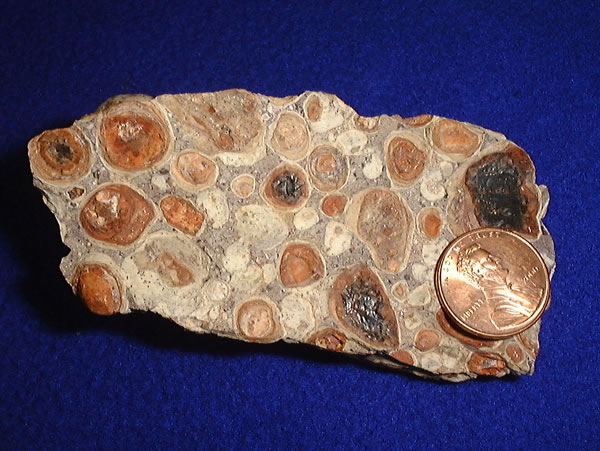
Conglomerat amb bauxita

En geologia, el conglomerat és una roca sedimentària de tipus detrític formada per còdols arrodonits d'altres roques units per un ciment. Es distingeix de les bretxes perquè aquestes estan formades per fragments angulars. Ambdues es caracteritzen pel fet que els seus fragments constitutius són majors que els de la sorra (>2 mm). Quan els detrits consisteixen en còdols, el conglomerat és una pudinga (pedra pinyolenca en la parla popular). Els conglomerats osífers contenen abundants fragments d'ossos fossilitzats. Els bancs de pudingues són de vegades l'índex d'un avanç de la mar sobre la plataforma continental.
Els fanglomerats són conglomerats mal ordenats i rics en matrius que es van originar com a fluxos de runa en cons de dejecció al·luvials i probablement contenen les acumulacions més grans de grava en el registre geològic.

## Classificació dels conglomerats
Els conglomerats es poden denominar i classificar segons:
- Quantitat i tipus de matriu present
- Composició de clasts de la mida de grava que contenen
- Mida dels clasts de grava presents

El mètode de classificació depèn del tipus i el detall de la recerca que es du a terme.
Una roca sedimentària composta en gran part per grava s'anomena, en primer lloc, segons la rodonesa de la grava. Si els clasts de grava que la componen són en gran part ben arrodonits o lleugerament arrodonits, es tracta d'un conglomerat. Si els clasts de grava que la componen són en gran part angulars, es tracta d'una bretxa. Aquestes bretxes es poden anomenar bretxes sedimentàries per diferenciar-les d'altres tipus de bretxes, per exemple, bretxes volcàniques i de falla. Les roques sedimentàries que contenen una barreja de clasts de grava arrodonits i angulars s'anomenen de vegades breccio-conglomerat.

### Textura
Els conglomerats contenen almenys un 30% de clasts arrodonits a subangulars més grans de 2 mm (0.079 in) de diàmetre, per exemple, grànuls, còdols, llambordes i blocs. Tanmateix, els conglomerats rarament es componen completament de clasts de la mida de grava. Normalment, l'espai entre els clasts de la mida de la grava s'omple amb una barreja composta per quantitats variables de llim, sorra i argila, coneguda com a matriu. Si els clasts de grava individuals d'un conglomerat estan separats entre si per una gran quantitat de matriu de manera que no estan en contacte entre si i suren dins de la matriu, s'anomena paraconglomerat. Els paraconglomerats també són sovint no estratificats i poden contenir més matriu que els clasts de grava. Si els clasts de grava d'un conglomerat estan en contacte entre ells, s'anomena ortoconglomerat. A diferència dels paraconglomerats, els ortoconglomerats solen estar encreuats i sovint ben cimentats i litificats per calcita, hematites, quars o argila.
Les diferències entre paraconglomerats i ortoconglomerats reflecteixen diferències en la manera de dipositar-los. Els paraconglomerats són comunament o bé lloses glacials o dipòsits de runa . Els ortoconglomerats s'associen normalment a corrents aquosos.

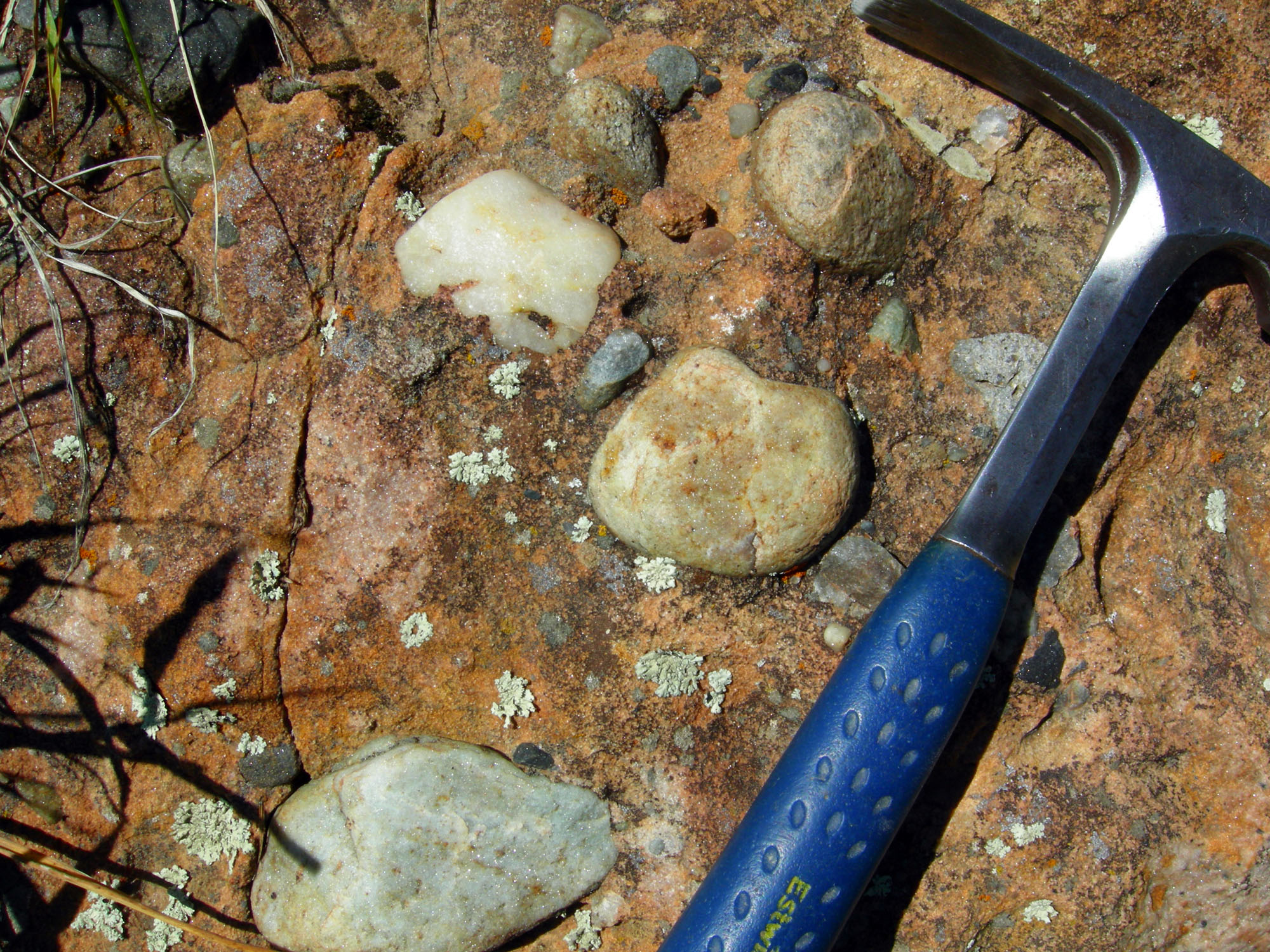
Un conglomerat a la base del Cambrià als Black Hills, Dakota del Sud.

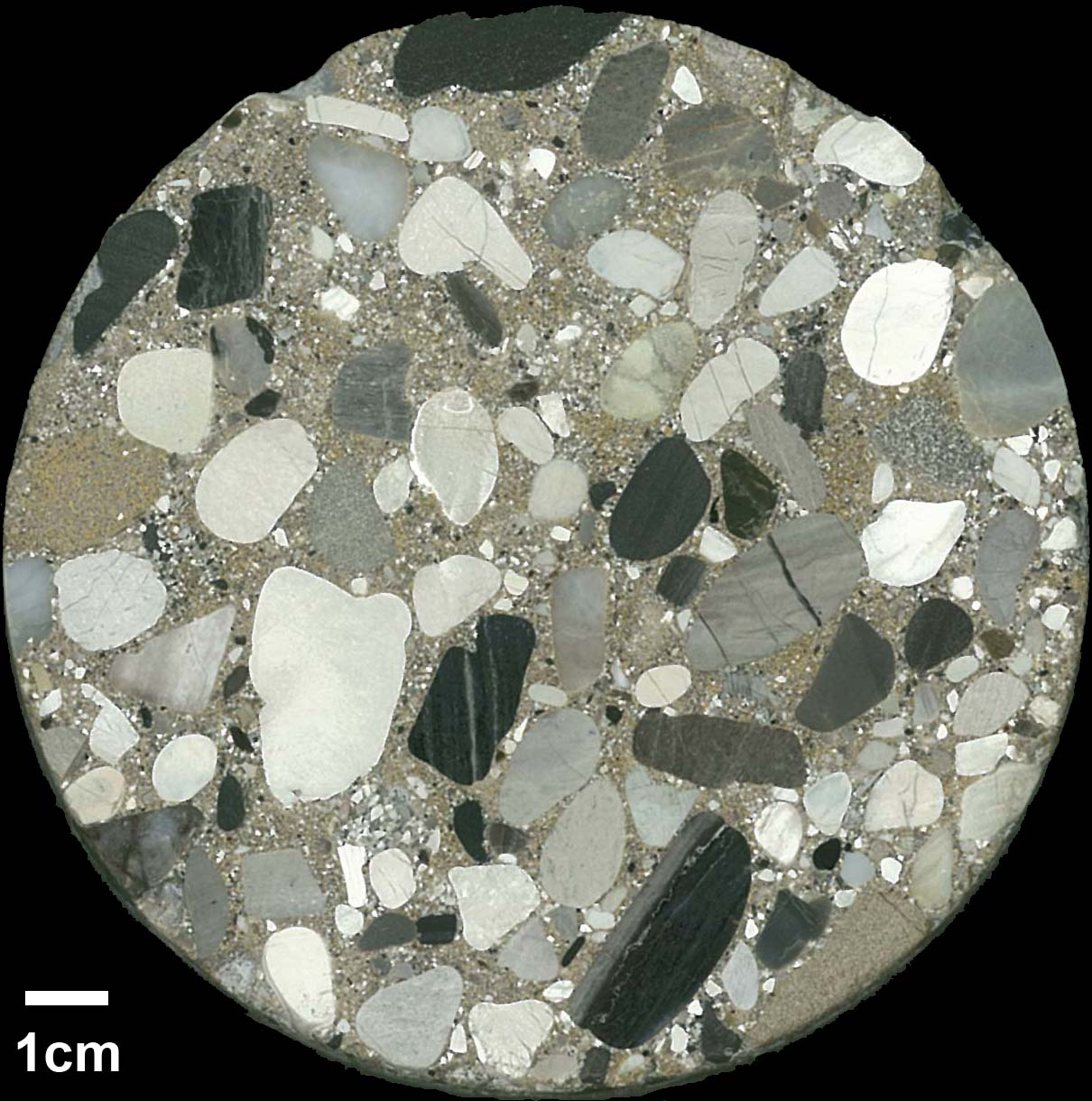
Secció de conglomerat polimict del nucli de roca, Alaska, a una profunditat aproximada de 10.000 peus.

### Composició del clast
Els conglomerats també es classifiquen segons la composició dels seus clasts. Un conglomerat o qualsevol roca sedimentària clàstica que consta d'una sola roca o mineral es coneix com a conglomerat monomict, monomíctic, oligomict o oligomíctic. Si el conglomerat consta de dos o més tipus diferents de roques, minerals o una combinació d'ambdós, es coneix com a conglomerat polimict o polimíctic. Si un conglomerat polimíctic conté un assortiment de clasts de roques i minerals metaestables i inestables, s'anomena conglomerat petromict o petromíctic.
A més, els conglomerats es classifiquen per font tal com indica la litologia dels clasts de la mida de la grava. Si aquests clasts estan formats per roques i minerals que són significativament diferents en litologia de la matriu que l'envolta i, per tant, més antics i derivats de fora de la conca de deposici., el conglomerat es coneix com a conglomerat extraformacional. Si aquests clasts estan formats per roques i minerals idèntics o coherents amb la litologia de la matriu que l'envolta i, per tant, penecontemporània i derivats de l'interior de la conca de deposició, el conglomerat es coneix com a conglomerat intraformacional.
Dos tipus reconeguts de conglomerats intraformacionals són els conglomerats de còdols d'esquist i els de còdols plans. Un conglomerat de còdols d'esquist és un conglomerat que es compon principalment de clasts d'encenalls de fang arrodonits i còdols units per minerals argilosos i creats per l'erosió en entorns com ara dins d'un canal fluvial o al llarg d'un llac. Els conglomerats de còdols plans (conglomerats de vora) són conglomerats que consisteixen en clasts relativament plans de fang de calç creats per tempestes o tsunami que erosionen un fons marí poc profund o corrents de marea erosionant les planes de marea al llarg d'una línia de costa.

### Mida del clast
Finalment, els conglomerats sovint es diferencien i s'anomenen segons la mida de clast dominant que els comprèn. En aquesta classificació, un conglomerat compost en gran part per clasts de la mida de grànuls s'anomenaria conglomerat de grànuls; un conglomerat compost majoritàriament per clasts de la mida d'un còdol s'anomenaria conglomerat de còdols; i un conglomerat compost majoritàriament per clasts de la mida de llambordes s'anomenaria conglomerat de llambordes.

## Ambients sedimentaris

### Ambient marí d'aigües profundes

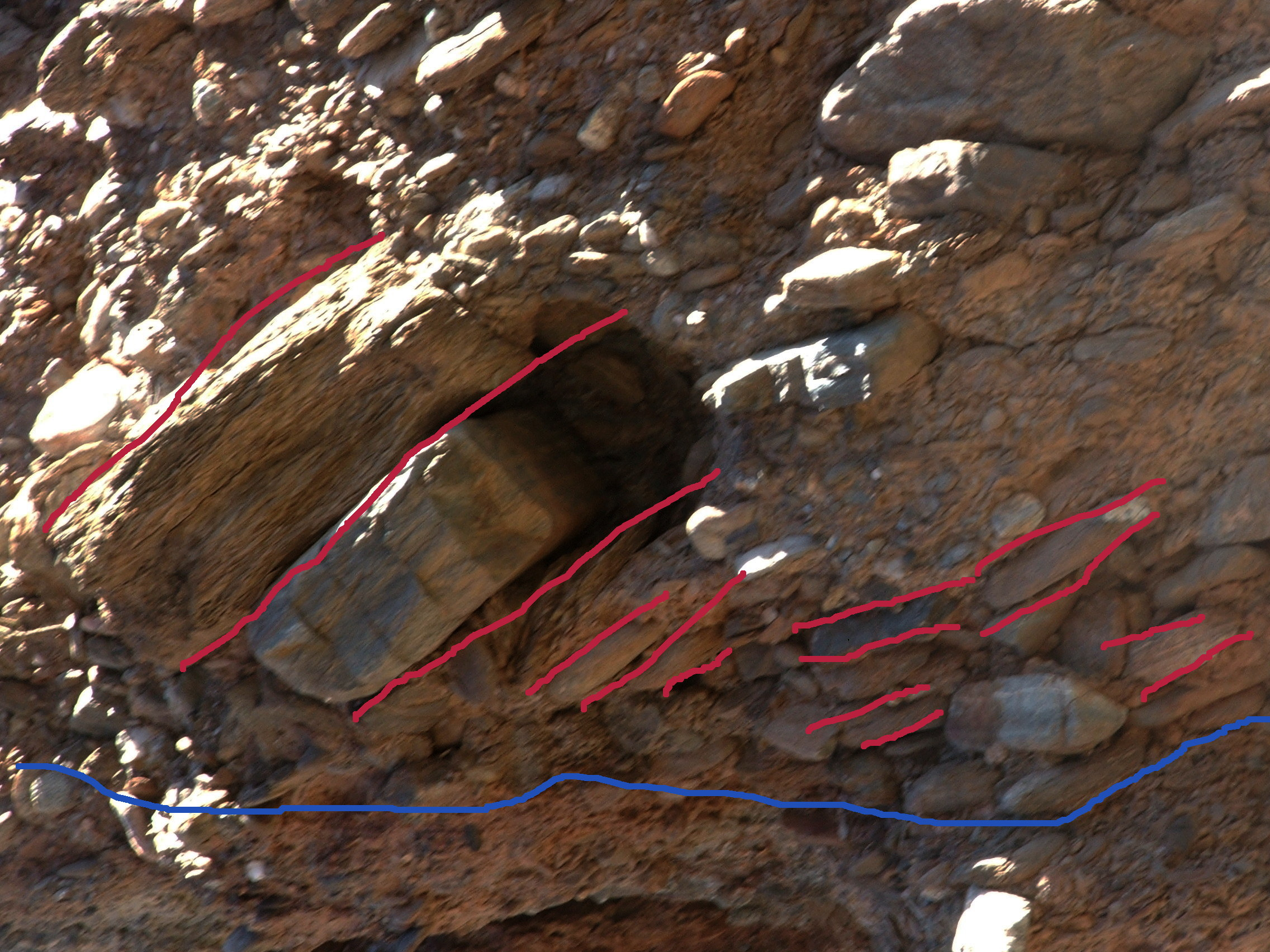
Classes imbricades que estan orientades en angle a la base del canal (línia blava).

En el fons marí, en turbidites, la base de cada seqüència sol estar composta per materials gruixuts, ocasionalment conglomerats. En aquest cas, els conglomerats en general estan molt ben seleccionats, ben arrodonits i sovint amb una forta imbricació a l'eix major dels clastos.

### Ambient marí d'aigües poc profundes
Els conglomerats estan presents a la base de les seqüències establertes durant les transgressions marines per sobre d'una discordança i es coneixen com a conglomerats basals. Representen la posició de la costa en un moment particular i són diacròniques.

### Fluvial

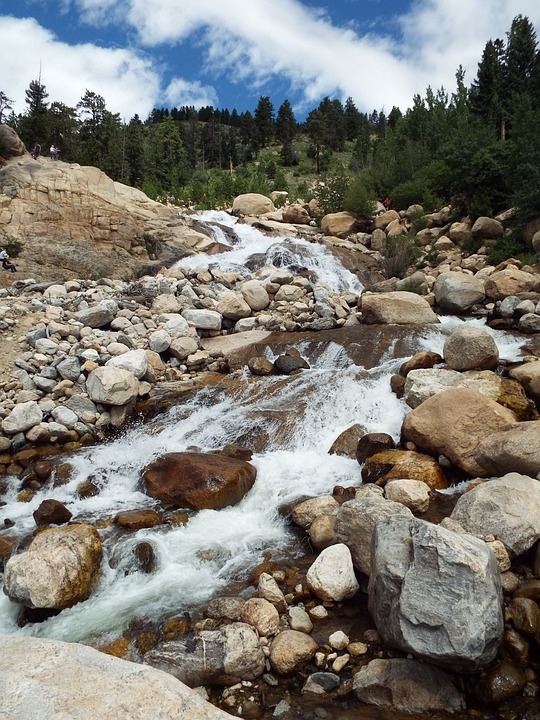
Ventall al·luvial al Parc Nacional de les Muntanyes Rocalloses

els conglomerats dipositats en ambient fluvial en general estan ben arrodonits i ben ordenats. Els clastos es transporta com a càrrega de llit i només en moments d'alt cabal. La mida dels clastos disminueix a mesura que es transporten encara més a causa del desgast, per la qual cosa els conglomerats són característics dels sistemes de rius immadurs. En els sediments dipositats pels rius madurs, els conglomerats generalment es limiten a la base d'un canal de farciment on es coneix com a regades de còdols. Els conglomerats dipositats en un entorn fluvial sovint tenen una imbricació de tipus pla AB.

### Al·luvial
Els fanglomerats són conglomerats rics en matriu, mal classificats, que es van originar com flux de detrits a ventalls al·luvials i que probablement contenen les majors acumulacions de grava del registre geològic.

### Glacera
Les glaceres transporten molt material de gra gruixut i molts dipòsits glaceres són conglomeràdics. Els til·lites, els sediments dipositats directament per una glacera, són típicament conglomerats pobrament ordenats i suportats per la matriu. La matriu sol ser de gra fi, formada per fragments de roca finament mòlts. Els dipòsits aqüífers associats a glaceres solen ser conglomeràtics i formen estructures com eskers.
Els conglomerats que es van originar a partir de till es denominen tillita.

## Paisatges i geoformes

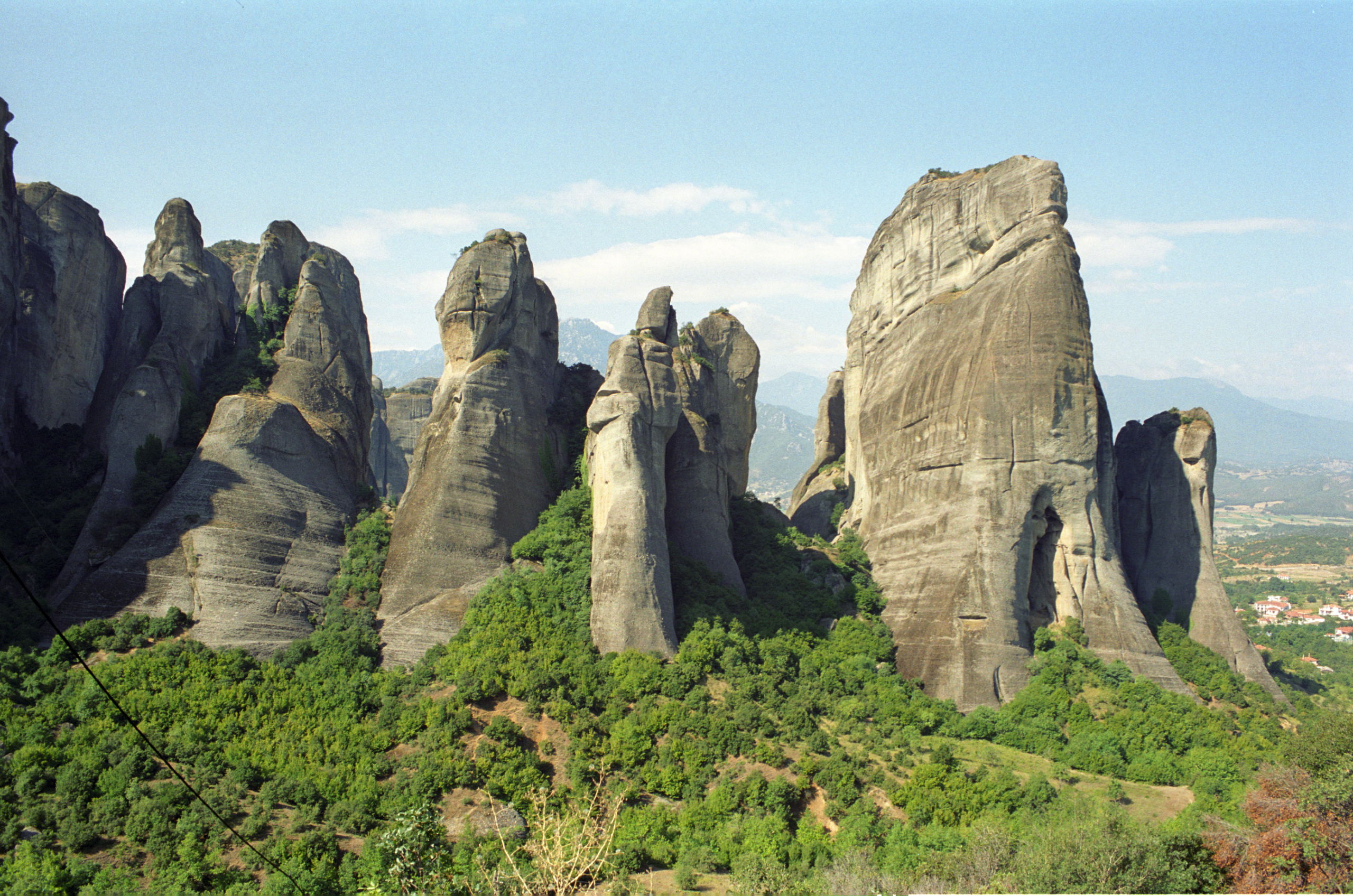
Pinacles de conglomerat a Meteora, Grècia.

Les geoformes modelades en conglomerat són diverses. En general, les formes modelades en conglomerat s'assemblen a les vistes a arenisca. Aquesta situació es donaria perquè les dues roques es descomponen i erosionen mitjançant la disgregació de grans o clasts. A gran escala els conglomerats poden constituir cuestas, badlands, altiplans disseccionats, turons voltats i pendents escalonades. Alguns paisatges de conglomerats han arribat a ser abastats com a part de Patrimonis de la Humanitat com és el cas de Danxia a la Xina, Kata Tjuta a Austràlia i Meteora a Grècia. Hi ha altres paisatges de conglomerats notoris, com als Turons de Buda a Hongria o els mallos a l'Aragó.
A una escala menor hi ha conglomerats que contenen formes càrstiques i taffoni.

## Exemples
Un exemple de conglomerat es pot veure a Montserrat. Aquí, l'erosió ha creat canals verticals que donen les característiques formes irregulars que donen nom a la muntanya (Montserrat significa literalment “muntanya irregular”). La roca és prou forta per utilitzar-la com a material de construcció, com a l'Abadia de Santa Maria de Montserrat.
Un altre exemple és el Conglomerat Crestone, prop de la ciutat de Crestone, al peu de la Serralada Sang de Crist a la Vall de San Luis a Colorado. El Conglomerat Crestone consta de fanglomerats mal classificats que es van acumular en ventalls al·luvials prehistòrics i sistemes fluvials relacionats. Algunes d'aquestes roques tenen tonalitats vermelles i verdes.
Hi ha penya-segats de conglomerat a la costa est d'Escòcia, des d'Arbroath cap al nord, al llarg de les costes dels antics comtats d'Angus i Kincardineshire. El Castell de Dunnottar es troba en un promontori escarpat de conglomerat que s'endinsa al Mar del Nord, just al sud de la ciutat de Stonehaven.
El conglomerat Copper Harbor es troba tant a la península de Keweenaw com al Parc Nacional Isle Royale al llac Superior.
Es pot observar conglomerat també als turons voltats de Kata Tjuta, al Territori del Nord d'Austràlia o els ja citats dels turons de Buda a Hongria.
Al segle xix es va reconèixer que una gruixuda capa del conglomerat de Pottsville subjaia a les explotacions de carbó d'antracita a Pensilvània.

## Conglomerats marcians
A Mart, s'han trobat plaques de conglomerat en un aflorament anomenat "Hottah", i els científics han interpretat que es van formar en un antic llit. Les graves, que van ser descobertes per l'explorador de Mart Curiosity de la NASA, varien des de la grandària de partícules de sorra fins al de pilotes de golf. Les anàlisis han demostrat que els còdols van ser dipositats per un rierol que fluïa a ritme de marxa i tenia una profunditat d'entre els turmells i el maluc.